# Sonettcistikola
Sonettcistikola (Cisticola tinniens) är en fågel i familjen cistikolor inom ordningen tättingar.

## Utseende och läte
Sonettcistikolan är en rätt bjärt färgad, medelstor cistikola med relativt lång stjärt. Den är kraftigt streckad på rygg och övergump, med rostrött inslag i hjässa, vingar och stjärt. Arten liknar mörkryggig cistikola, men skiljer sig på rostfärgad stjärt och streckad övergump. Relativt färgglad fjäderdräkt skiljer dessa två från andra cistikolor. Sången består av ett eller två inledande "chip" följt av en kort ramsa.

## Utbredning och systematik
Sonettcistikolan förekommer i centrala och södra Afrika, från Kenya till Sydafrika. Den delas in i sex underarter med följande utbredning:
- Cisticola tinniens dyleffi – förekommer i bergen nordväst om Tanganyikasjön (väster om Ruzizifloden)
- Cisticola tinniens oreophilus – förekommer på höglandet i västra och centrala Kenya
- Cisticola tinniens shiwae – förekommer i nordöstra Zambia till sydöstra Kongo-Kinshasa och sydvästligaste Tanzania
- Cisticola tinniens perpullus – förekommer i Angola till södra Kongo-Kinshasa och nordvästra Zambia
- Cisticola tinniens tinniens – förekommer från Zimbabwe till sydcentrala och sydöstra Sydafrika
- Cisticola tinniens elegans – förekommer i sydvästra Sydafrika

### Familjetillhörighet
Cistikolorna behandlades tidigare som en del av den stora familjen sångare (Sylviidae). Genetiska studier har dock visat att sångarna inte är varandras närmaste släktingar. Istället är de en del av en klad som även omfattar timalior, lärkor, bulbyler, stjärtmesar och svalor. Idag delas därför Sylviidae upp i ett antal familjer, däribland Cisticolidae.

## Levnadssätt
Arten hittas i och intill tätbevuxna våtmarker.

## Status
Arten har ett stort utbredningsområde och beståndet anses stabilt. Internationella naturvårdsunionen IUCN listar den därför som livskraftig (LC).

## Namn
Cistikola är en försvenskning av det vetenskapliga släktesnamnet Cisticola som betyder "cistroslevande".